# Helicarion cuvieri
Helicarion cuvieri är en snäckart som beskrevs av Férussac 1821. Helicarion cuvieri ingår i släktet Helicarion och familjen Helicarionidae. Inga underarter finns listade i Catalogue of Life.